# Klub Wioślarski Frithjof Bydgoszcz

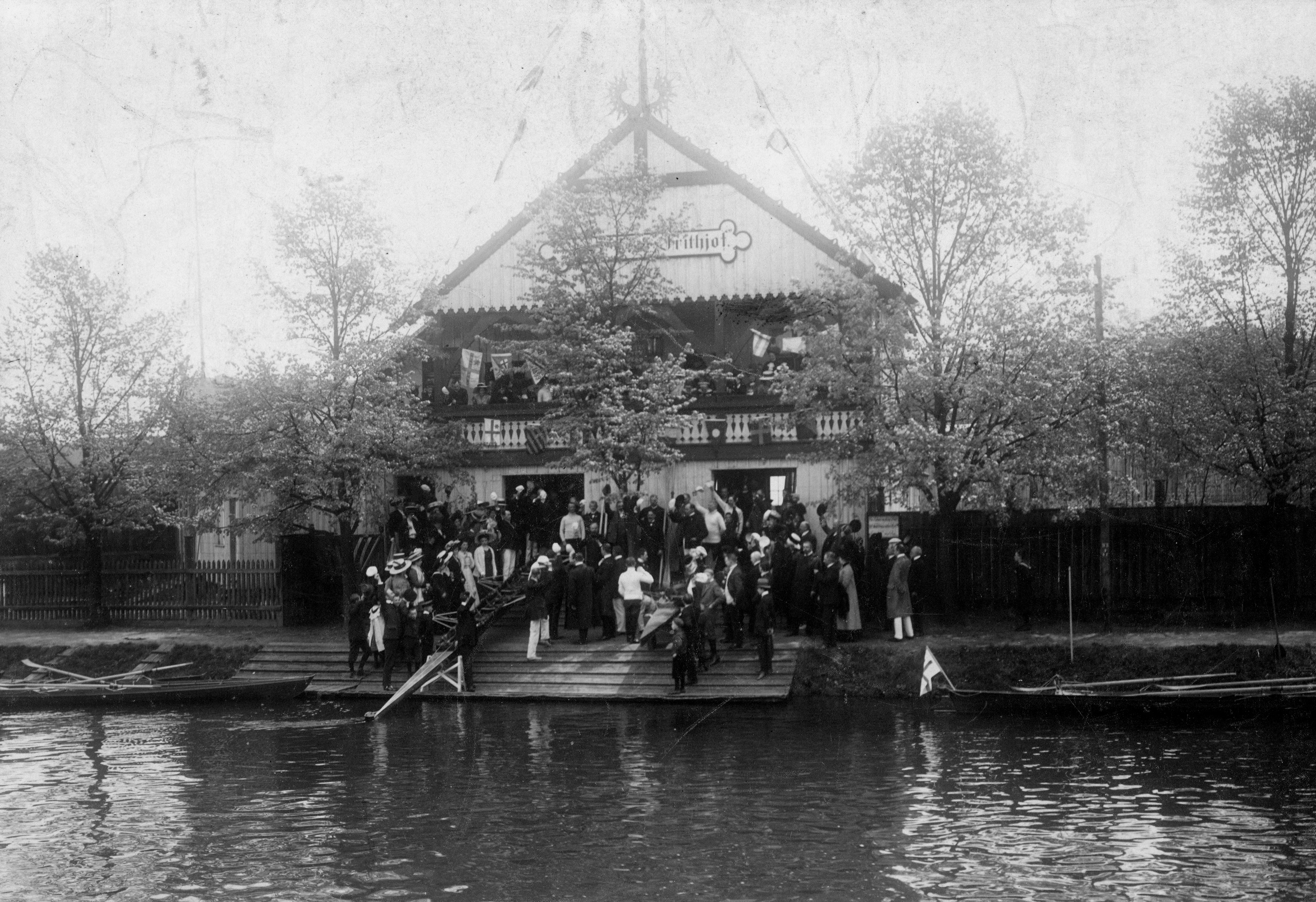
Drewniana przystań przed 1914

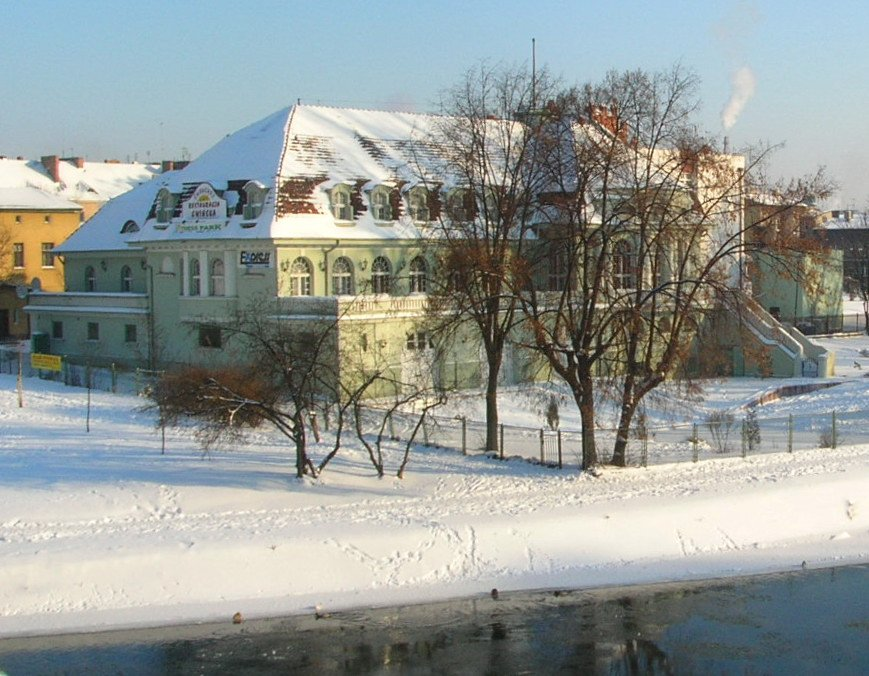
Pałacyk wioślarski zimą

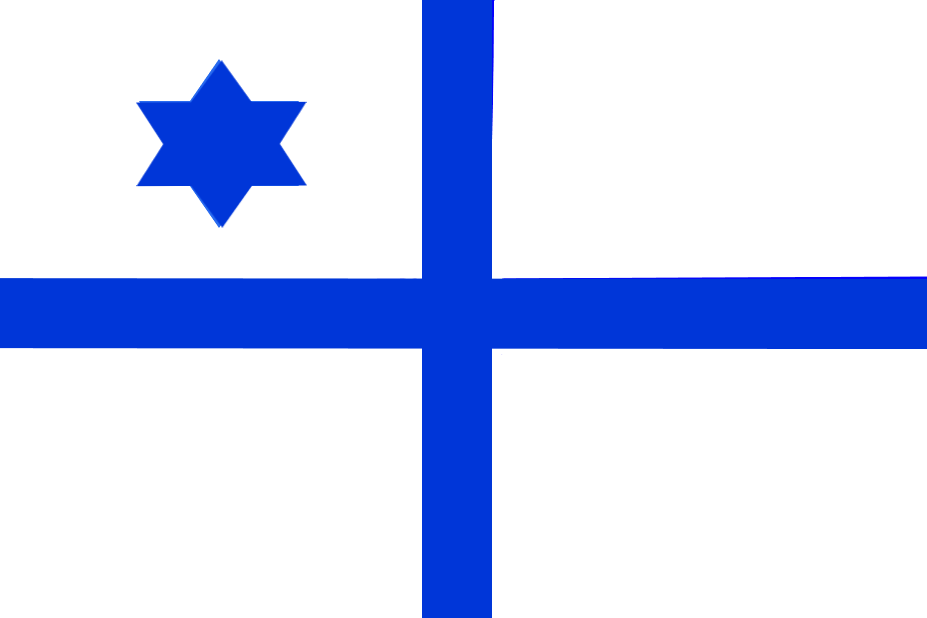
Flaga RC Frithjof

Klub Wioślarski Frithjof (Ruder-Club-Frithjof) – niemiecki klub sportowy założony 16 maja 1894 roku w Bydgoszczy.

## Historia
Klub powstał jako drugi klub wioślarski w Bydgoszczy, po towarzystwie wioślarskim założonym przy miejscowym Gimnazjum Realnym w latach 80. XIX wieku. Osiem osób, prawdopodobnie ojców młodych wioślarzy założyło klub 16 maja 1894 w kawiarni Uraegera na Starym Rynku.
Towarzystwo przyjęło początkowo nazwę „Prywatne Stowarzyszenie Wioślarskie” (niem. Private Rudervereinigung), zmienioną jednak w 1895 na wniosek nauczyciela gimnazjalnego Floriana Manna na „Klub Wioślarski Frithjof'” (niem. Ruder-Club-Frithjof). Nazwy łodzi wioślarskich zaczerpnięto ze skandynawskiej sagi o Frithjofie. Jako flagę klubową przyjęto białą flagę ze stojącym niebieskim krzyżem z sześcioramienną niebieską gwiazdą w lewym górnym polu. Lokalem klubowym była restauracja hotelu „Pod Orłem”.
Klub w 1898 wstąpił do „Niemieckiego Związku Wioślarskiego” (niem. Deutscher Ruderverband). Dokonywano zakupu nowych łodzi oraz zbudowano drewnianą przystań (1897). W pierwszym dziesięcioleciu XX wieku nastąpił gwałtowny wzrost liczby członków, organizowano wiele regat w Bydgoszczy, Toruniu, Grudziądzu i Poznaniu, a załogi dzięki intensywnemu treningowi odnosiły coraz więcej zwycięstw. W 1910 klub liczył 122 członków i posiadał 10 łodzi kajakowych (oprócz prywatnych). Działalność klubu ożywiały imprezy otwarcia i zamknięcia sezonu wioślarskiego, spływy kajakowe i imprezy towarzyskie. Obok działalności sportowej klub prowadził działalność turystyczną. Organizowano jedno- i wielodniowe spływy kajakowe do Torunia, Grudziądza, Świecia, Elbląga, Gdańska, a nawet do Szczecina i do Berlina.
6 marca 1904 klub przystąpił do „Związku Wioślarskiego Poznań – Pomorze” (niem. „Ruder-Verband Posen-Pommerellen”), zrzeszającego kluby wioślarskie z Prowincji Poznańskiej i Prus Zachodnich. Od 1912 organizowano pierwsze regaty w bydgoskim porcie drzewnym, który zaadaptowano na pierwszy na ziemiach polskich tor regatowy. Krótko przed wybuchem I wojny światowej (1914), dzięki ofiarom i fundacjom członków towarzystwa zbudowano murowaną przystań wraz z hotelem i salą zebrań, tzw. „pałacyk nad Brdą”. W czasie I wojny światowej działalność klubu uległa znacznemu ograniczeniu – budynek przystani zaadaptowano na lazaret, a w działaniach wojennych życie straciło 41 członków klubu.
W 1920 gdy Bydgoszcz wróciła do odrodzonej po zaborach Polski, rozpoczęła się masowa emigracja Niemców. Liczba członków klubu zmalała z 323 osób w 1915 do 176 osób w 1921 roku. Zachował jednak swoją siedzibę, która przez cały okres międzywojenny była najbardziej okazałą przystanią w mieście oraz przejął pozostałe kluby niemieckie, m.in.: „Towarzystwo Wioślarskie Bydgoszcz” (niem. Ruder-Verein Bromberg, zał. w 1909) i Gimnazjalne Towarzystwo Wioślarskie. Kontakty z nowo powstałymi polskimi klubami wioślarskimi były poprawne. Wspólnie organizowano otwarcie i zamknięcie sezonu wioślarskiego i przemarsze sportowców przez miasto z orkiestrą wojskową.
Niemieckim wioślarzom nie wolno było jednak startować w regatach organizowanych przez Polski Związek Wioślarski. Dlatego też Klub Wioślarski Frithjof wystąpił ze Związku Wioślarskiego Poznań-Pomorze i przyjął członkostwo Polskiego Związku Towarzystw Wioślarskich (PZTW), co umożliwiało mu starty w polskich regatach. Zawodnikami, którzy odnieśli największe sukcesy w historii klubu byli: Werner Böhme i Ewald Reich w dwójce podwójnej. Startowali oni w 1938 w polskich barwach narodowych, odnosząc zwycięstwa w meczu międzypaństwowym Polska-Węgry oraz zdobywając w tym samym roku tytuł mistrza Polski. W 1940 zdobyli brązowy medal w mistrzostwach Niemiec. W rywalizacji sportowej PZTW klub uczestniczył od roku 1935 i należał do czołówki. W klasyfikacji klubowej w poszczególnych latach klub uzyskał następujące wyniki (dane według tabel punktacyjnych PZTW za poszczególne lata – podane zostało miejsce i liczba klubów, które zdobyły w regatach punkty i oficjalnie je sklasyfikowano):
- w 1935 – 6 miejsce na 46 klubów[4],
- w 1936 – 20 miejsce na 42 kluby[5],
- w 1937 – 8 miejsce na 41 klubów[6],
- w 1938 – 7 miejsce na 44 kluby[7],
- w 1939 – 14 miejsce na 36 klubów[8].

RC Frithjof prowadził również działalność turystyczną, m.in. wycieczki wioślarskie i kajakowe do Gdańska, na Gopło, jeziora mazurskie, do Krakowa, Brześcia Litewskiego, Białegostoku. W 1913 załoga klubu przepłynęła łodzią z Bydgoszczy przez Szczecin na Rugię, a w 1923 6 zawodników przepłynęło Wisłą z Krakowa do Bydgoszczy.
W 1934 w obchodach 40-lecia klubu uczestniczyły polskie kluby wioślarskie z Bydgoszczy, władze miejskie i wojskowe, m.in. gen. Wiktor Thommée oraz przedstawiciel Polskiego Związku Wioślarskiego z Warszawy, który swoje przemówienie wygłosił po polsku i niemiecku. W latach 30. liczba członków klubu utrzymywała się na poziomie ok. 280 osób, a tabor liczył około 30 łodzi.
Kres działalności klubu w Bydgoszczy przyniosła II wojna światowa i usunięcie Niemców z Polski po 1945 roku. Siedzibę klubu przejęło Bydgoskie Towarzystwo Wioślarskie, które własną przystań utraciło w czasie wojny. W 1960 roku dawni członkowie reaktywowali klub „Frithjof” w Hanowerze. Po 1989 nawiązali oni kontakty z Bydgoskim Towarzystwem Wioślarskim. W dniach 14–18 maja 1992 odbyła się podróż sentymentalna członków i sympatyków towarzystwa do Bydgoszczy, aby w hotelu „Pod Orłem” uczcić rocznicę założenia klubu.

## Baza sportowa
Pierwszą przystań klubową stanowił niewielki budynek przy ul. Kowalskiej 14, a w 1897 oddano do użytku nowy drewniany budynek. Kilka lat później dzięki sponsorom, darczyńcom i środkom własnym, wzniesiono nad Brdą przy moście Bernardyńskim okazałą murowaną siedzibę klubu. Trzykondygnacyjny budynek mieścił m.in. salę bankietową na 400 osób, salę klubowa, salę gier, osiem pokojów dla trenerów, pokoje sekcji żeńskiej, hale dla łodzi, szatnie, łazienki, prysznice. Obiekt jako jedyny w Bydgoszczy posiadał basen do treningów w zimie. W ramach współpracy międzyklubowej, Frithjof udostępniał basen klubom polskim. W latach 1945–1996 pałac był siedzibą Bydgoskiego Towarzystwa Wioślarskiego, po czym został przez magistrat sprzedany chińskiej spółce z Szanghaju, która utworzyła w nim hotel i restaurację „Zatoka".